# Paulo Jacobsen
Paulo Jacobsen (Rio de Janeiro, 10 de agosto de 1954) é um arquiteto brasileiro.

## Biografia
Graduou-se em 1975 pelo Instituto Metodista Bennett. Estagiou com o arquiteto Indio da Costa durante dois anos e, posteriormente com o urbanista e paisagista Fernando Chacel. Em 1975, viajou para Londres por um período de um ano, onde cursou fotografia na Politecnic School of London. Após essa temporada em Londres, retornou como estagiário para o escritório do arquiteto Sérgio Bernardes. Em 1976 uniu-se a Cláudio Bernardes, filho de Sérgio e juntos criaram a Cláudio Bernardes & Jacobsen Arquitetura. Em 1997, abrem uma filial do escritório, na cidade de São Paulo. Após a súbita morte de Cláudio Bernardes em 2001, Paulo se associa à Thiago, filho de Cláudio Bernardes e iniciam o novo escritório, que incluía também o arquiteto Miguel Pinto Guimarães, que deixa a empresa em 2003. Em 2007, Bernardo Jacobsen integra ao escritório Bernardes Jacobsen. A sociedade com Thiago Bernardes se desfaz em 2012, originando a criação da Jacobsen Arquitetura atual, que tem como sócios Paulo e Bernardo Jacobsen e Eza Viegas na área de arquitetura de interiores.

## Arquitetura
Segundo Jacobsen "o projeto se cria de dentro para fora".
A principal característica de suas obras é o fato de serem contextualizadas ao local e aos desejos de cada cliente, não apresentando formas ou estéticas prontas. O artista Vik Muniz afirma que "Paulo sabe conciliar e dialogar para atender às particularidades de cada um".
A importância da luz, da transparência que resulta na fluidez dos espaços e a leveza estrutural são outras características marcantes de seu trabalho, bem como a utilização de materiais naturais como madeira, bambu, pedra e água associados a técnicas e recursos da arquitetura contemporânea.
A influência da escola modernista carioca, da linguagem colonial e também da arquitetura indígena brasileira pode ser percebida em seus projetos, que associa espaços contínuos a beirais e venezianas, telhados em palha à estruturas metálicas e coberturas ajardinadas à construções em madeira.
Atualmente o escritório Jacobsen Arquitetura com sedes no Rio de Janeiro e em São Paulo, emprega em torno de 20 arquitetos e desenvolve projetos em todo o Brasil e no exterior.
A arquitetura de Paulo Jacobsen se aproxima de linhagens como a arquitetura orgânica e o a arquitetura de meados do século XX desenvolvida sobretudo na Califórnia (mid-century modernism). São características da arquitetura de Paulo Jacobsen - livre fluxo, ventilação cruzada, integração com natureza, amplos espaços ao ar livre, uso de pavilhões (estruturas muito compridas e largas) para promover a horizontalidade, a ventilação cruzada, a iluminação dupla. Chama atenção ainda o uso frequente de pé direito duplo (como salas e zonas de circulação como halls e escadas) e janelas duplas, em "esquina" (como em suítes master e salas de jantar). Traço marcante de sua arquitetura é a discrição e a busca da invisibilidade dos edifícios, que costumam parecer menores do que são na realidade, por meio de recursos como aproveitamento de declives e uso de subsolos. Um modernismo orgânico e low profile, uma arquitetura da "sprezzatura", cuidadosamente estudada mas que tem aparência despojada.
Embora tenha feitos projetos em diversas áreas, inclusive edifícios públicos, o destaque da arquitetura de Jacobsen é sem dúvida a arquitetura residencial, em especial de lazer, seja na praia ou no campo.

## Principais Projetos
- 1996 - Casa das Águas, Rio de Janeiro (cidade), Rio de Janeiro
- 1998 - Casa das Curvas, Angra dos Reis, Rio de Janeiro
- 2008 - Casa JH, São Paulo (cidade), São Paulo
- 2009 - Residência Doha, Qatar
- 2011 - Casa JN, Petrópolis, Rio de Janeiro
- 2011 - Casa BV, Porto Feliz
- 2013 - Museu de Arte do Rio, Rio de Janeiro, Rio de Janeiro